# Памятник Марату Казею
Памятник Марату Казею — памятник пионеру-герою Марату Казею в Минске, расположенный в центре одноимённого парка.
Авторы памятника: скульптор С. И. Селиханов и архитектор В. М. Волчек. Изображает юношу за мгновение до геройской смерти, который во время Великой Отечественной войны, проводя операцию в тылу врага, оказался в кругу немецких солдат и подорвал гранатой себя и врагов. Памятник был установлен в 1959 году на средства, собранные пионерами Белорусской ССР. До установки памятника на его месте стоял памятный камень, на котором было высечено: «Здесь будет сооружен памятник пионеру-герою МАРАТУ КАЗЕЮ. 3 ноября 1957 г.»
Бронзовая трехметровая фигура Марата Казея возвышается на широком постаменте в виде усеченной пирамиды, выложенной гранитом. Герой показан во время последней битвы с гранатой, поднятой перед броском. Во всей его фигуре и в чертах лица изображены решительность и смелость, убежденность в неизбежной победе. Памятник Марату Казею несколько раз появляется в телесериале «Чёрная кровь» (2017). Копия памятника находится в Белорусском государственном музее истории Великой Отечественной войны (Минск). В советское время возле памятника принимали в пионеры, проводили торжественные линейки, возлагали венки, цветы, читали вдохновенные стихи.